# 競走馬の血統
競走馬の血統（きょうそうばのけっとう）においては、競走馬の血統に関する記述を行う。
「競馬はブラッドスポーツである」という言葉があるように、競走馬の血統と能力は密接な関連を有していると考えられてきた。近年の研究によれば、競走馬のレースタイムに及ぼす両親からの遺伝の影響（遺伝率）は10-20%程度に過ぎず、残りは妊娠中の母体内の影響や生後の子馬を取り巻く環境によるとされるが、それでもなお競走馬の能力に血統が一定の大きな割合で寄与している事実がある。
生産者が血統を意識して交配を行い、馬主が血統を意識して競走馬を購入することはもちろん、一般の競馬ファンが予想を行う際にも、しばしば競走馬の血統をその要因に含める。従来、競走馬の血統という際には父側に大きなウエイトをかけて語られることが多かったが、アメリカやイギリスの研究によれば、競走馬の遺伝的な素質は母馬から55〜60%を、父馬から40〜45%を受け継ぐと報告されている。
競走馬については、いかなる血統構成をしているかが競走生活において、そして引退後の余生において、大きく影響する。とくに余生については、競走成績に見るべきものがない馬であっても、競走成績や繁殖の実績に優れた馬の近親であるというだけで種牡馬や繁殖牝馬として遇されることが多々ある。また、そのような馬が実際に優れた繁殖成績を挙げることもしばしばである。

## 競走馬の血統における基本的な用語・概念

### 用語集
- 繁殖馬 - 種牡馬・繁殖牝馬をまとめて指す用語。
- 種牡馬
- 繁殖牝馬
- ブルードメアサイアー（母の父）
- ○○系 - 特定の馬の直系。
- メールライン、サイアーライン、父系
- ファミリーライン、母系、牝系
- ファミリーナンバー - 基礎牝系
- 血量 - ある馬の血統中で、特定の先祖馬が占める割合を数値化したもの。概念上、両親をそれぞれ50%、祖父母をそれぞれ25%、曽祖父母を12.5%、四代前を6.25%、五代前を3.125%…と、代を遡る毎に2分の1とし、特定の先祖馬の血量の総和を、AのB血量はn%などと表現する。
- インブリード、クロス - 近親交配のこと。
- アウトブリード - 雑種交配、異系交配。インブリードではないということ。
- ラインブリード - 系統交配、系統繁殖、累進交配。近親交配のうち、それぞれの直系に同一の先祖を有する馬同士の交配。
- ニックス - 相性が良いとされる、父系と母の父系の組み合わせ。

### 競走馬の血縁関係
競走馬の血縁関係に関しては、専門的な言い回しが多く用いられ、また一般的な用語であっても人間の場合とは異なる意味が用いられる場合（兄弟姉妹など）も多い。以下詳述する。

#### 総論
総合すると、直接の祖先・子孫の関係を除き、競走馬Aから競走馬Bへ、牝馬の親子関係（ファミリーライン）のみを経由して辿る（具体的には一方の競走馬から2頭の共通の（牝馬の）祖先へと遡り、そこからもう一方へ下る）ことができなければ、AとBとが血縁関係、近親関係にあるとはされない。
ただし、この場合の近親関係・血縁関係は、遺伝学上の近親関係とは別の概念である（近親関係にないウマ同士を交配したとしても近親交配にはなりうる）。

#### 各論（具体的な血縁関係について）

##### 親子関係
- 父として登録された馬を父、母を母と表現する。
- 産駒として登録された子については産駒、もしくは仔と表現する。

##### 兄弟・姉妹の関係
- ある競走馬にとって、母を同じくする競走馬は兄弟・姉妹と呼ぶが、父のみを同じくする競走馬は兄弟・姉妹と呼ばない。母のみが同じである兄弟・姉妹をそれぞれ半兄・半弟・半姉・半妹、母と父を同じくする兄弟・姉妹をそれぞれ全兄・全弟・全姉・全妹という。

##### 祖父母の関係
- ある競走馬にとって父の父・母の母は祖父・祖母という[注釈 1]。
- 母の父は、ブルードメアサイアーとしての関係があるため祖父として扱われる場合もある。
- 父の母は祖母とは扱われない。

##### おじ・おばの関係
- ある競走馬にとって、母の兄弟姉妹はおじ・おばと呼ぶが、父の兄弟姉妹はおじ・おばとは呼ばない。

##### いとこの関係
- ある競走馬にとって、母の姉妹の産駒はいとこと呼ぶが、父の兄弟姉妹の産駒、および母の兄弟の産駒はいとことは呼ばない。

#### 親子○代制覇
- この場合は父系の親子関係（サイアーライン）、牝系の親子関係（ファミリーライン）を指す。

例：アグネスレディー（優駿牝馬） - アグネスフローラ（桜花賞） - アグネスフライト（東京優駿）・アグネスタキオン（皐月賞） - ディープスカイ（NHKマイルカップ、東京優駿）
1. アグネスフローラはアグネスレディーの産駒なので親子GI制覇となる。
2. アグネスフライト、アグネスタキオンはアグネスフローラの産駒でアグネスレディーの孫なので親子3代GI制覇となる。
3. アグネスフライト、アグネスタキオンは母が同じなので兄弟GI制覇となる。
4. ディープスカイはアグネスタキオン産駒なので親子GI制覇ではあるが、アグネスフローラとは牝系が異なる為親子GI4代制覇とはならない。

## 血統表
血統表とは、競走馬や馬術競技馬の血統を表す上で使われる家系図の一種のこと。その馬の代々の祖先を父方・母方にかかわらず特定世代まで全て表にまとめている。
血統を見る際には、血統表は必要不可欠のものである。書き方には何通りかの流儀があるが以下では最も一般的なものについて説明する。なお、馬の系図には他にサイアーラインやファミリーライン（牝系図）などもあるが、これらは血統表と違い血統の一面（父方や母方のみ）を見るためのもので、全体を見るにはやはり血統表が必要となってくる。

### 血統表の見方
テイエムオペラオーを例にとって説明する。
- 1番左の列は上下2段に分けて上に父の名を、下に母の名を書く。

テイエムオペラオーは、父がオペラハウス、母がワンスウェドである。
| オペラハウス |
| ワンスウェド |

（補足）このさらに左に自分自身の名を記述することもある。
- つまり1段目は、1代先祖の父と母が並ぶことになる。
- 次に左から2番目の列は4段に分ける。上2段は父についての欄で、先程と同様に上に（父の）父の名を、下に（父の）母の名を書く。

オペラハウスの父はSadler's Wells（日本に輸入されていない競走馬は英語表記）、母はColorspinである。
| オペラハウス | Sadler's Wells |
| オペラハウス | Colorspin      |
| ワンスウェド |                |

- 下2段は母についての欄で、上に（母の）父の名を、下に（母の）母の名を書く。

ワンスウェドの父はBlushing Groom、母はNouraである。
| オペラハウス | Sadler's Wells |
| オペラハウス | Colorspin      |
| ワンスウェド | Blushing Groom |
| ワンスウェド | Noura          |

- つまり2段目は、2代先祖の（父方と母方双方の）祖父と祖母が並ぶことになる。
- 以下同様に、左から3段目は3代前の先祖が8頭並ぶ。左から4段目は4代前の先祖が16頭並ぶ。まとめると以下のようになる。

| テイエムオペラオーの血統          | テイエムオペラオーの血統            | テイエムオペラオーの血統            | （血統表の出典）                    | （血統表の出典）               |
| 父系                              | サドラーズウェルズ系                | サドラーズウェルズ系                | サドラーズウェルズ系                | [ § 2 ]                        |
| 父 *オペラハウス Opera House 1988 | 父の父（父の父）Sadler's Wells 1981 | （父の父の父）Northern Dancer       | （父の父の父の父）Nearctic          | （父の父の父の父）Nearctic     |
| 父 *オペラハウス Opera House 1988 | 父の父（父の父）Sadler's Wells 1981 | （父の父の父）Northern Dancer       | （父の父の父の母）Natalma           |                                |
| 父 *オペラハウス Opera House 1988 | 父の父（父の父）Sadler's Wells 1981 | （父の父の母）Fairy Bridge          | （父の父の母の父）Bold Reason       | （父の父の母の父）Bold Reason  |
| 父 *オペラハウス Opera House 1988 | 父の父（父の父）Sadler's Wells 1981 | （父の父の母）Fairy Bridge          | （父の父の母の母）Special           |                                |
| 父 *オペラハウス Opera House 1988 | 父の母（父の母）Colorspin 1983      | （父の母の父）High Top              | （父の母の父の父）Derring-Do        | （父の母の父の父）Derring-Do   |
| 父 *オペラハウス Opera House 1988 | 父の母（父の母）Colorspin 1983      | （父の母の父）High Top              | （父の母の父の母）Camenae           |                                |
| 父 *オペラハウス Opera House 1988 | 父の母（父の母）Colorspin 1983      | （父の母の母）Reprocolor            | （父の母の母の父）Jimmy Reppin      | （父の母の母の父）Jimmy Reppin |
| 父 *オペラハウス Opera House 1988 | 父の母（父の母）Colorspin 1983      | （父の母の母）Reprocolor            | （父の母の母の母）Blue Queen        |                                |
| 母 *ワンスウェド Once Wed 1984    | 母の父（母の父）Blushing Groom 1974 | （母の父の父）Red God               | （母の父の父の父）Nasrullah         | （母の父の父の父）Nasrullah    |
| 母 *ワンスウェド Once Wed 1984    | 母の父（母の父）Blushing Groom 1974 | （母の父の父）Red God               | （母の父の父の母）Spring Run        |                                |
| 母 *ワンスウェド Once Wed 1984    | 母の父（母の父）Blushing Groom 1974 | （母の父の母）Runaway Bride         | （母の父の母の父）Wild Risk         | （母の父の母の父）Wild Risk    |
| 母 *ワンスウェド Once Wed 1984    | 母の父（母の父）Blushing Groom 1974 | （母の父の母）Runaway Bride         | （母の父の母の母）Aimee             |                                |
| 母 *ワンスウェド Once Wed 1984    | 母の母（母の母）Noura 1978          | （母の母の父）Key to the Kingdom    | （母の母の父の父）Bold Ruler        | （母の母の父の父）Bold Ruler   |
| 母 *ワンスウェド Once Wed 1984    | 母の母（母の母）Noura 1978          | （母の母の父）Key to the Kingdom    | （母の母の父の母）Key Bridge        |                                |
| 母 *ワンスウェド Once Wed 1984    | 母の母（母の母）Noura 1978          | （母の母の母）River Guide           | （母の母の母の父）Drone             | （母の母の母の父）Drone        |
| 母 *ワンスウェド Once Wed 1984    | 母の母（母の母）Noura 1978          | （母の母の母）River Guide           | （母の母の母の母）Blue Canoe        |                                |
| 母系(F-No.)                       | 4号族(FN:4-m)                       | 4号族(FN:4-m)                       | 4号族(FN:4-m)                       | [ § 3 ]                        |
| 5代内の近親交配                   | Nasrullah4×5=9.38%、Nearco5×5=6.25% | Nasrullah4×5=9.38%、Nearco5×5=6.25% | Nasrullah4×5=9.38%、Nearco5×5=6.25% | [ § 4 ]                        |
| 出典                              | 1. 2. 3. 4.                         | 1. 2. 3. 4.                         | 1. 2. 3. 4.                         | 1. 2. 3. 4.                    |

- この血統表では4代目まで記述されているため4代血統表と呼ぶ。これには4代前までの先祖が全て記述されている事になる。

### 補足
- 1番上の行は父、父の父、父の父の父、父の父の父の父と並ぶ。これらの配列をサイアーラインという。
- 逆に1番下の行には母、母の母（祖母）、母の母の母（曽祖母）、母の母の母の母（高祖母）と並ぶ。これらの配列をファミリーラインという。
- 5段まであって五代前の先祖32頭までを表に掲載した血統表は五代血統表と呼ぶ。以下6代、7代、8代血統表と呼ばれるが、次第に莫大な数の先祖馬を記載する必要が出てくるため特殊な用途にしか用いられない。I理論は9代血統表（1000頭以上）を常に用いる。ドサージュ理論においては12代血統表（約8200頭記載）が使われた事がある。一般的には3代から5代血統表がよく用いられる。
- 血統表によっては生年や毛色を併記することもある。
- インブリードの発生している馬を太字、あるいは色等で区別して表記することもある。

### 馬名の表記について
- 馬名の表記については、全てカタカナあるいはラテン文字で表記する場合もあるが（国によっては漢字やハングルも使用される[3]）、輸入馬に対してアスタリスクをつける場合もある。これを「Sadler's Wells (USA)」の様に表記する例も見られる。
- 同名異馬が存在する場合には「Nijinsky II」の様に表記する場合が多かった。これも国が変わると、元の国では「Right RoyalIII」だったものが別の国へ行くと「Right RoyalV」に変わるというようなことが起きることから、近年は「Nijinsky (CAN)」、「Nijinsky (1967)」と表記する場合もある。
- 現在では認められていないが、かつては1シーズンに異なる種牡馬を配合することが行われていた。Aという馬を配合し、妊娠が確認できなかった場合にBという種牡馬を配合したような場合である。この場合、血統表には「A or B」と表記される。現代の知見では、「妊娠が確認できなかった」という判断が誤りで、実際にはAの子を妊娠している可能性も否定しきれないとされている。こうした「A or B」式の表記が行われる場合には、便宜上は祖父には「正しい父親である可能性が高そうなものの祖父」を記載するが、リーディングサイアーの統計などには除外されている。
- なお、ウィキペディア日本語版では、血統表中の表記として、「日本で競走に走った馬」ならびに「日本に繁殖で輸入された馬」はカタカナ表記（あるいはラテン併記）、それ以外の日本に輸入されていない競走馬は母言語にかかわらずラテン文字表記としている。ただし日本で繁殖馬として登録された場合に漢字カナ等を用いて登録されているものはそれに従う。

## 血統を構築するための理論（血統理論）
多くの競走馬生産者は、競走馬の競走能力がもっぱらその血統構成によって決定されるという信念を抱いている。競走馬の配合に関する経験や知識の中には理論（血統理論、配合理論、生産理論）として体系化されているものもある。多くの場合は疑似科学的であり、その特異かつ複雑な理論構成とあいまって、各理論の理解やその妥当性を離れて信奉や嘲笑の対象となることもままある。

### 概略
かつては生産者が優れたサラブレッドを生産するための方法論であったが、競馬が馬券の発売を伴う娯楽や賭博の性格を強くすると、馬券の予想に用いられるようになった。後に馬券やサラブレッドの生産や取引から独立して、サラブレッドの血統の研究そのものが娯楽の対象となった。日本では、1990年代に血統理論を組み込んだ競馬ゲームの人気により血統理論の概念が普及すると、サラブレッドの血統に関する書物が一般に多数刊行されるようになった。
血統の研究は、単なる血統と成績のインデックスの集積を目的とするものと、血統と成績の因果関係を体系化しようとするものに大別できる。多くの場合、血統の研究は医学的・遺伝学的な手法ではなく、歴史学的・文献学的な手法がとられる。
厳密に言うと、優秀なサラブレッドを生産する配合を選択決定するための生産理論と、生まれてきたサラブレッドの競走能力を説明するための血統理論は別のものであるが、ここでは同一のものとして扱う。
一定期間競馬の結果を観察することで、しばしば、ある特定の種牡馬（あるいは繁殖牝馬）の子や孫に共通した特定の形質を見出すことができる。この特徴は、サラブレッドの競走とは無関係に、身体的外見的特徴であったり、血友病や喘鳴症などの疾病であったり、性格的気質であったりする。こうした特徴が受け継がれる事実は、遺伝学が一定の科学的成果を収めるよりも古くから経験的に知られており、多くの場合血統理論はこの「経験」に基づいて議論が進められる。

### 血統理論の欠陥
しかし以下のような致命的な欠陥により、サラブレッドの生産が始まってから3世紀を超えてもなお、科学の域にまで押し上げられた血統理論はほとんどなく、サラブレッドの血統に関する研究や理論は、未だ疑似科学の域を脱していない。

#### 統計的手法の欠落
サラブレッドの競走能力と血統の相関関係を体系化する際に、厳密な意味での統計学的手法が用いられることは、ほとんど皆無である。統計学的手法は、これまでサラブレッドの世界に持ち込まれることがなかったか、あるいは無視されてきた。この事実は血統理論が科学的な理論と見なされない致命的な要因である。
1791年にジェネラルスタッドブックが創刊されて以来、サラブレッドの血統と競走成績は一体のものである。一般的にサラブレッドの「血統」とか「血統書」と言った場合、それは単なる親子兄弟親族などの姻戚関係を図表化したものではなく、必ず競走成績が併記されることによりそのサラブレッドの血統的な「優秀さ」を表している（あるいは、表そうとしている）。
こうしたサラブレッドの「優秀さ」の表示は、主にそのサラブレッドを商取引において、売買価格の決定や購入の決断をする場合に、その根拠として用いられてきた。優れた相馬眼の持ち主であると自認する場合には必ずしもこのような根拠を必要としないが、そのような人物は稀である。この場合、売り手は、できうる限りそのサラブレッドの「優秀さ」を高めたいので、競走成績に関する情報のうちから「都合のよい」ものだけを表示することができる。
この事情は現在でも変わっておらず、近年、サラブレッドの競走結果に関する様々な資料が爆発的に普及したにもかかわらず、ほとんどの場合それらは、ある馬がどこそこの競走でどのように勝利したかの羅列になっており、どこでどのように敗戦したかを体系化した資料は存在しないか、存在しても必要とされない。
厳密な意味での統計学的手法を用いてサラブレッドの競走能力を数値化あるいは数式化しようとした場合、それは例えば心臓の大きさであるとか、運動量と心拍数の変化であるとか、筋量や骨量とかといった医学、解剖学、運動生理学に基づくものになるであろう。また、継続的な実験による母集団の作成と抽出という作業を行うためには、遺伝学的な手段による条件の画一化が不可欠であるが、サラブレッド生産は常に遺伝学的手法を拒んできたし、そもそもサラブレッドは非常に高価なものであり趣味的な性格が強く、こうした実験は困難である。
運動生理学や獣医学の分野ではこうした研究は一定の成果を挙げているが、これはサラブレッドの血統と能力の相関関係を明らかにするためではなく、専ら経済動物であるサラブレッドを疾病から守るために行われている。

#### 量的形質としての競走能力の指標の曖昧さ
血統理論は、一般的にサラブレッドの競走能力の由来を主にその血統に求めるものであるが、競走能力の指標を何によって表すか、客観的で統一された指標が存在しない。
他の分野、例えばイネの収穫量であるとか、果実の糖度であるとか、乳牛の乳量や脂肪量のように、物理的かつ継続的に計測することは不可能である。
収得賞金額、勝利数、所要タイムなどの絶対的な指標を用いることもあるが、競馬の性格上、これらの指標も統一的で普遍的なものとは認めがたい。まず、競馬は、第一義的には到達順位を競うものであって、所要タイムを競うものではない。相手次第で順位や所要タイムが異なってくるため、それらを単純に比較することは難しい。また、騎手や馬主、調教師といった関係者によるレース中やレース前の継続的あるいは一時的な影響によっても競走成績は大きく左右される（騎手の騎乗技術や、出走レースの選択など）。
近年ではフリーハンデやアウスグライヒ、ワールド・ベスト・レースホース・ランキングなどの、ある程度の客観性を持った、一般的に共通の指標が創出されている。しかし、これらの指標も万人に受け入れられたものではないし、あくまでも競走馬の競走能力を相対的に示すものにすぎない。
一方で、主に運動生理学の立場から、サラブレッドの競走能力を構成する心臓や肺などの循環器や、筋肉や骨などの運動器のあり方を明らかにしようとする試みも行われており、一定の成果をあげている。こうした器官の運動性能によって競走能力を数値化することは理論上は可能であるが、現に競走に出走して一定以上の成績を収めているサラブレッドの心臓を取り出して解剖するわけにはいかないので、結局のところこうした運動生理学の観点で競走能力を数値化する試みはほとんど行われないのが実情である。
またこのような生物的な運動能力が必ずしも競走の成績と比例しない事実も経験的に知られている。運動能力以外のサラブレッドの血統に基づく特徴として、「回復力」とか「成長力」とか「馬格」などの抽象的な要素や、「勇敢さ」とか「利口さ」とか「馴致性」といった精神的な要素が知られており、ときには「品位」であるとか「優雅さ」といった競走能力とは関わりが薄いと考えられる要素が取り上げられることもある。これらを指標化することは極めて困難である。

#### 遺伝学に関する議論や手法の不足
サラブレッドの形質の中で、親子間でその形質が一定の法則に基づいて伝わることが明らかにされているものとして、サラブレッドの毛色と血液型がある。毛色は外観上容易に判別することが可能で、血液型も比較的容易に確認することが可能である。かつてはこうした形質と競走能力の相関関係を明らかにしようとする試みもなされたが、現在ではその有効性は認められていない。
サラブレッドの競走能力は、運動器・循環器・性格の集合体として発現するが、これらのうち先天的なものと後天的なものとを明確に分別することは不可能である。一般的に血統理論は、当然にしてサラブレッドの先天的な能力が血統によって決定付けられるものとしているが、現在では遺伝学の成果により、これらの形質が極めて複雑な遺伝の仕組みによって決定されることが知られている。しかし、遺伝学の知識が血統理論に取り込まれることは稀である。
遺伝学は、血統理論を論じる場合にはたいてい無視されるか、誤解されるか、意図的に曲解されるか、あるいは単に知られていない。血統理論を構築する場合に多く用いられるのは、現在や過去の様々なサラブレッド競走馬の遺伝子のサンプルではなく、血統表と成績表である。
サラブレッド生産は伝統的に、精子の保存や人工授精といった遺伝学の分野の科学的成果を導入しやすい手法を拒み続けている。これは主に商業的な理由によるものであるし、サラブレッド生産が単なる産業ではなく多分に趣味的な性格を兼備しており、馬主の大半がこれらの科学的手法を自分たちの「財産」の価値を危うくするものと認識していることにも由来する。例えば南アフリカのD・R・オスターホッフは、馬の血液中の血清蛋白質トランスフェリン（血清鉄と結合し、鉄を体内に運ぶ働きを持つ）について、8つの対立遺伝子によって構成する28の型のうち、特定の型を持つ馬の競走能力が極めて優れていると発表しているが、国際血統書委員会は競走馬の血液に関するデータの公表を禁止している。

#### 経験的に知られる例外
過去において様々な血統理論が構築されてきたにもかかわらず、説明が困難な現象が知られている。多くの血統理論はこれらの現象をうまく説明できないか、無理やり説明しようとする。
- 全兄弟に関する議論

サラブレッド生産においては、母馬が同一である場合において、これを「兄弟」（あるいは姉妹）と言う。父馬（種牡馬）は1年のうちに何頭も（多い場合には100を超す）子を作るので、これらを「兄弟」と表現するのは不適当だからである。母馬が同一で、なおかつ父馬も同一の場合、これらを特に「全兄弟」といい、父馬が違う場合を「半兄弟」という（このほか特定の条件で「4分の3兄弟」という表現もある）。
血統理論では、全兄弟は全く同一の血統表で表されることになり、全く同程度の競走成績が期待される。しかし実際には、兄は歴史的な名馬であるが弟は凡馬であるとか、その逆とか、兄弟で全く異なる特徴があるとかという例が経験的に知られている。
- 「良い」血統、「悪い」血統

サラブレッド生産においては、競馬での競走能力が著しく優れていたにもかかわらず繁殖における成果が著しく低劣であるとか、その逆であるという例が数多く知られている。

### 血統理論が明らかにしようとするもの
現代では、血統が単に「良い」とか「悪い」というような単純な1次元構造ではなく、様々な特徴の複合として多次元的に定義することが多い。以下はその例である。
- 利口さ、賢さ、勇敢さ、臆病さ、馴致性、回復力、頑健さ、性格、瞬発力、健康さ、筋力、心肺能力、持久力、脚質、速力、芝やダートの上手さ、障害飛越能力、遺伝力、疾病の有無、成長力

など。
ただし、それぞれの特徴の定義が不明瞭な場合も多い。

### 主な血統理論
以下に、過去において発表されてきた主な血統理論の概要を記す。

#### ブルース・ロウのフィギュアシステム
1895年、オーストラリアのブルース・ロウ（Bruce Lowe）が発表した理論。ファミリーナンバーでよく知られる。
ロウは著書『フィギュアシステムによる競走馬の生産』の中で、当時のサラブレッドをイギリスのジェネラルスタッドブックの1巻に記載されている牝馬まで遡り、イギリスのダービーとセントレジャーとオークスの優勝馬の数が多い系統順に並べ、多いものから1〜43号の番号を付けた。この番号をファミリーナンバーと呼ぶ。そして特に優れた競走馬が多く属する系統として1〜5号を競走族、優れた種牡馬が多く属する3、8、11、12、14族を種牡馬族と呼び、必ずしも競走能力の優秀さと種牡馬能力の優秀さが相関関係にないことを明らかにして、独自の配合理論を打ち立てた。理論の発表から100年以上経過しており、彼の理論自体が重要視されることはほとんどないが、ファミリーナンバーに基づくサラブレッドの分類はたいへん便利なため、現在でも牝系を整理する際に多く用いられている。
ロウについて補記すべきこととして、彼がファミリーナンバー以外に「競走能力に優れた牝系のファミリーに、優秀な種牡馬を交配すると、優秀な産駒が出る」ことを例を引きながら論じた功績が挙げられる。論の立て方の冷静さが、時代を考えるなら大きいといえるだろう。
フィギュアシステムは長らく血統理論とは見なされていなかったが、細胞質は母から子へのみ伝わることが明らかになった現代では、「持久力の原動力はミトコンドリアをはじめとする細胞質である」として、ファミリーを重要視する高柳誠二博士のような者も現れている。
サラブレッドを含むイエウマ（Equus caballus）のゲノムは、31対の常染色体とX染色体、Y染色体、mtDNAの、計約2.7GbpのDNAより構成されるが、この内mtDNA（16.7kbp）が母系に付随して継承されることが分かっている。mtDNA上には核遺伝子（ゲノムサイズ約2.7Gbp、ORF約2.1万（解析途中の概算））に比べると非常に小さいものの、その環状DNA中にはATP合成に関わる13種のタンパク質、それらタンパク質の合成に関与する24種の非コードRNAが含まれており、実際にこれらのハプロタイプが能力に影響するかもしれないとする研究例もある。ただし20-35%程度の割合で系図に誤りが見つかっていることから、ハプロタイプ=ファミリーナンバーがそのまま適用できる訳ではないという問題がある。

#### ゴルトンの法則
19世紀から20世紀にかけてイギリスで遺伝の研究をしたフランシス・ゴルトンが提唱した理論。子供から見て、両親の影響力はそれぞれ父が4分の1、母が4分の1、祖父母が16分の1ずつ、曽祖父母が64分の1ずつ…であるとして、これらの総和によって子供の形質が発現するとした。この理論では、例えば両親が全くの凡馬であるのに子供が優秀である現象を説明できる。両親の影響力は父4分の1と母4分の1の計2分の1にすぎず、それより以前の代が優秀であれば残りの2分の1に相当するので、これに子供の能力の由来を求めることができるのである。この理論は、メンデルの法則に代表されるその後の遺伝学の成果により、完全に否定されている。しかし、血統表に現れるすべての馬が産駒の能力に影響を与えるという彼の考えは、現在もほとんどの血統理論に取り込まれている。

#### フィッツラックの18.75%理論（奇跡の血量）
近親交配を行う場合の方法論として現在も特に日本で人気のある理論で、「奇跡の血量」として有名。両親をそれぞれ50%、祖父母をそれぞれ25%、曽祖父母を12.5%、四代前を6.25%、五代前を3.125%…と、代を遡る毎に2分の1とし、これを血量と称する。近親交配を行った際に、ある特定の祖先の血量の和が18.75%になった場合に優秀な競走馬が生まれることが多いという理論。特に、3代前と4代前に共通の祖先が現れる際に18.75%になることから、「3×4」が奇跡の血量の代名詞として通用している。方法論が単純であるのと、優秀な競走馬がしばしばこの奇跡の血量をもつことから根強い人気がある。正確な記録がないが、日本では1948年生まれのトキノミノルが活躍した際に広まり、コダマ、トウショウボーイがこの理論に合致するとして知られている。

#### ヴュイエのドサージュ理論
フランスの退役軍人ジャン=ジョゼフ・ヴュイエ大佐（Jean-Joseph Vuillier）が1920年代の著書『競走馬の合理的配合（Les Croisements rationnels dans la race pure）』で提唱した理論。ゴルトンの法則の発展系といえる。サラブレッドの祖先を12代前まで遡り、12代前を1ポイント、11代前を2ポイント…2代前を1024ポイント、1代前を2048ポイントとし、あらかじめ選んだ「シェフ・ド・ラス（chefs-de-race、純血種の長）」と呼ばれる16頭の過去の重要な馬が、血統表中に出現するポイント値を計算する。そして16頭のポイント値がある理想的な分布（スタンダード・ドサージュ値）になるように配合を決めるとよいとされる。ヴュイエの理論はアガ・カーン3世の生産牧場で実践されて一定の成果を収めたとされる。12代遡ると登場する祖先は8192頭に及び、計算作業が大変煩雑であるし、理論の発表から50年以上が経過して世代交代が進み、ヴュイエが考えた理想的な分布は適用できなくなっていることから、当時の理論をそのまま現在も用いることはまずない。現在は改良されたドサージュ理論（次項）が一般に用いられる。詳細はドサージュ理論を参照。
シュフ・ド・ラスに含まれる繁殖馬（ポカホンタスのみ牝馬）およびそのスタンダード・ドサージュは以下の通り。
- バードキャッチャー（288）
- タッチストン（351）
- ポカホンタス（313）
- ヴォルテール（186）
- パンタルーン（140）
- メルボルン（184）
- グラディエーター（95）
- ベイミドルトン（125）
- ストックウェル（340）
- ニューミンスター（295）
- セントサイモン（420）
- ガロピン（405）
- アイソナミー（280）
- ハンプトン（260）
- ハーミット（235）
- ベンドア（210）

#### スティーヴ・ローマンの改良型ドサージュ理論
スティーヴ・ローマン博士のドサージュ理論では、シェフ・ド・ラス種牡馬はその繁殖での実績に応じて、スピードからスタミナの5種類に区別され、またそのうち1種類または2種類のカテゴリを持つとされる。カテゴリは以下の通りで、Brilliantが最もスピード系で、Professionalが最もスタミナ系の能力である。
- Brilliant（B）
- Intermediate（I）
- Classic（C）
- Solid（S）
- Professional（P）

例えば、ノーザンダンサーはBrilliant（B）とClassic（C）のシェフ・ド・ラス種牡馬である。これが父の場合16ポイント、祖父の場合8ポイント、以下4ポイント、2ポイントの値を持つ。そして、このように2つのカテゴリを持つ場合、各カテゴリに対して半分ずつ値を按分する。よって、ノーザンダンサーが祖父にいる馬の場合、BとCが4ポイントずつ与えられる。4代血統表からこれらの数字を合計したものが、ドサージュ・プロファイル（Dosage Profile）と呼ばれる。例えばフジキセキを例に取ると、ドザージュ・プロファイルは以下のように算出される。
- 2代祖先：ヘイロー（B,C）、ルファビュリュー（P）→B,Cに4、Pに8
- 3代祖先：ヘイルトゥリーズン（C）、ワイルドリスク（P）、インリアリティ（B,C）→Bに2、Cに6、Pに4
- 4代祖先：ターントゥ（B,I）、プロミストランド（C）、インテンショナリー（B,I）→Bに2、Iに2、Cに2
- ドザージュ・プロファイル=8-2-12-0-12（左から、B,I,C,S,P）

ここから、スピードとスタミナの能力についてドザージュ・インデックス（DI）およびセンター・オブ・ディストリビューション（CD）を算出する。これらの数値が低いほどスタミナが多いとされ、レース距離とこの指標は相関するとされる。目安としては、ドザージュ・インデックスが4以上であればスピード型で、距離克服能力に不安を持つと見なす。算定方法は下記の通り。
- ドザージュ・インデックス=（B+I+（C/2））/（（C/2）+S+P）
- センター・オブ・ディストリビューション=（（2*B）+I-S-（2*P））/（B+I+C+S+P）

#### マリアンナ・ホーンのXファクターとダブルコピー牝馬
オーストラリアの血統研究家、マリアンナ・ホーンは1997年、『エックス・ファクター - それは何か、どのように見つければよいか：遺伝性の心臓サイズと競走能力の関係性（X FACTOR：What it is & how to find it：The Relationship Between Inherited Heart Size and Racing Performance）』において、競走馬の能力に重大な影響を及ぼす心臓のサイズ（厳密に言うと、心臓の一回拍出量）は、性染色体のうちメスなら2本オスなら1本持つX染色体によって決定されており、必然的にその遺伝は特殊な経路のみに限定される伴性遺伝となることを明らかにした。
既に複数の遺伝学者によって、「子馬の心臓のサイズに与える影響は、父馬よりも母馬の方が大きく、父馬の影響は息子よりも娘のほうが大きい。したがって、馬の心臓の容量はＸ染色体による伴性遺伝に依存する」という旨の研究が発表されており、ホーンはこれを現実の競馬と対照して一般向けにわかりやすく説明したものである。
Y染色体は父（XY）から息子（XY）へのみ受け継がれるのに対し、X染色体の方は、父（XY）から娘（XX）へ、あるいは母（XX）から（50%の確率で）息子（XY）および娘（XX）へ、という径路で伝えられるため、X染色体についての伴性遺伝は、血統表のおよそ3/4を占める部分（X染色体径路、もしくは伴性血縁と呼ぶ）の祖先しか関わってこない。ホーンは特に重要な牝馬はXXの両方に巨大心臓遺伝子をホモ接合で持つとし、これを「ダブルコピー牝馬」と命名した。
この理論はさらに、父母双方のＸ染色体径路上に、優れた名牝やフィリーサイアーを複数配置（場合によって近親交配）した牝馬は、しばしば自身ないしその産駒や孫において極めて高い能力を発現するという理解へと発展を見せた。
その後、シドニー大学のスティール博士らは摘出せずに心臓サイズを比較するための数値「ハートスコア」を考案し実際の調査を展開した。ホーンは続刊でそれをプリンスキロ、ウォーアドミラル、ブルーラークスパーおよびマームードの4頭に由来する、「4大ハートライン」に分類することができるとしている。

#### ラスムッセンとフェイヴァシャムのラスムッセン・ファクター
『デイリー・レーシング・フォーム』誌上で血統記事を担当していたレオン・ラスムッセンとロミー・フェイヴァシャムは、40年にわたる調査の結果、優秀な牝馬の近親交配（Inbreeding to Superior Females）に注目し、同名の著書において、これを「ラスムッセン・ファクター（RF）」という基準として発表した。
具体的には、直近の5世代以内で、異なる個体を通じた優秀な牝馬の近親交配、又は直近の4世代内の全兄弟の近親交配があるものが対象となる。この条件に合致するものは、ダリアプール（コロネーションカップ、香港ヴァーズ）、インディアンデインヒル（ガネー賞）、アドマイヤベガ（日本ダービー）、ファンタスティックライト（全欧年度代表馬、全米芝王者）、エルコンドルパサー（ジャパンカップ）などが挙げられる。

#### 宇田一の交配形式の理論
戦前、満州の奉天農業大学学長を務め、戦後は明治大学教授となっていた宇田一は、中央競馬会から委託された研究として、サラブレッドを両親と自身のいずれがインブリードでいずれがアウトブリードかの組み合わせとして分類し、競走馬として優秀なもの、種馬として優れたものを統計的に明らかにしようとした。
宇田が目指したのは、近親係数と近交係数を用いた育種学的な配合理論であった。近交係数は個体の相同遺伝子が同一の祖先遺伝子から由来する確率として定義され、家畜等の改良において個体の近交度を表す時に広く用いられる。現代では、牛など家畜の改良には近交係数を基に綿密な交配計画が立てられることが既に一般的である。
宇田はサラブレッドを近親係数によりR型とr型、近交係数によりF型（いわゆるインブリード、近交係数1.6%以上）とf型（いわゆるアウトブリード、近交係数1.6%未満）に分けた。関連係数については、現代のサラブレッドのほとんどがR型を示すためここでは省略する。近交係数による産駒の系統型と両親の系統型の組み合わせは次の6通りとなる。
|   | 両親の系統型 | 産駒の系統型 |
| 1 | F×F          | F            |
| 2 | F×f          | F            |
| 3 | f×f          | F            |
| 4 | F×F          | f            |
| 5 | F×f          | f            |
| 6 | f×f          | f            |

このうち2と5の交配形式がインブリードとアウトブリードを使った望ましい交配で「基準交配」と呼ばれる。「基準交配」はインブリードの近交弱勢とアウトブリードの遺伝力の弱さを避け、遺伝力があり、競走にも強い馬を生産する目的の交配形式である。
1の型はインブリード馬同士からインブリード型を作る交配形式で遺伝力が一番期待できるが，近交弱勢の影響を最も受けやすい。3の型はアウトブリード馬同士の配合からインブリード馬を作る交配形式で優秀な競走馬としての型。4の型はインブリード馬同士の配合からアウトブリード馬を作る交配形式で優秀な競走馬としての型。6の型はアウトブリード馬同士の配合からアウトブリード馬を作る交配形式である。遺伝力も少なく，競走能力も高くないので望ましい配合ではないということになる。
すなわち、2によって生産された馬には5によって生産された馬を、また5によって生産された馬には2によって生産された馬を交配し、こうした基準交配を繰り返すことによって、継続的に安定して優秀な競走馬を生産することができる。ネアルコの血統において、何代にも渡って基準交配が継続されていたように、こうした交配形式は伝統的な育種学の中でも有力な方法論の1つとして用いられており、宇田の研究結果はこれに裏付けを与えるものとなった。

#### 笠雄二郎の配合理論
笠雄二郎は在野の血統研究家で、1984年に『日本サラブレッド配合史』を上梓した。「日本」と銘打ち、100頭の日本産名馬の血統表を掲載しているが、実態としては世界のサラブレッドの配合の歴史を概観し、その中に通底する配合の技法を探し出し整理概説した上で、それが世界や国内のサラブレッド生産において、どのように適用されてきたか、演繹法と帰納法を使い歴史を通説することによってその有効性を論証しようと試みている。
笠はインブリードおよびラインブリードの技法（これを総合して笠は「クロス」と呼ぶ）に特に着目し、配合を通じたサラブレッドの改良について、以下のファクターが重要であると考える。
1. 優秀な血を引くこと
2. A級馬のクロス
3. 同じ馬についての継続交配
4. クロスの継続と転換
5. 同血・全きょうだい・4分の3同血のクロス
6. 父母相似交配
7. 4分の1異系導入と他のクロスによる止揚

「全きょうだいクロス」や「4分の3同血クロス」のようなニアリーな血のクロスを、笠は活力を増す配合として重視する。「全きょうだいクロス」は例えば、パーソロン産駒のプリメロの全きょうだいのクロスによって実証されている。そして、「4分の3同血クロス」だが、例えば、サンデーサイレンス産駒のヘリオポリスとガルフストリームの4分の3同血という相似な血のニアリー・クロスなどから、多くのG1ホースが続出していることが分かっている。
上記の表現のうち、いくつかは笠雄二郎が生み出した独特の表現である。まず、4分の3同血とは、サドラーズウェルズとヌレイエフのような、血統表の4分の3程度（またはそれ以上）が同じ血統の馬を示す。父母相似交配とは、父と母が複数の共通祖先を持ち、多種類のクロスが生じる配合（セントライトやマルゼンスキーなどが好例）を指す。それは爆発力を増すと笠は考える。また、4分の1異系とは、血統表の祖父母において、3頭が比較的似たタイプの血統で、残りの1頭だけが異系血統（強くインブリードされていればなお望ましい）ことによって、活力を生じさせることを指す。
なお、笠はクロスの表記法として、例えばネアルコなら「セントサイモン5・4×4・5」というように、父側の共通祖先と母側の共通祖先を分けるように表記した。それまでの世界の血統解説書では「5×4×4×5」のように父母の区別が付いておらず、父側のみに共通祖先があって本馬においてはアウトブリードなのかインブリードなのかが分かりづらかったりするので、これは独特な改善であると言えるだろう。なぜなら、インブリードは自身に存在しているのか、祖先に存在しているのか、どちらなのかが問題であって、自身に存在することと祖先に存在することとを、遺伝学的に区別しなければいけないという考えを表記として明示したからだ。
「クロス」の概念も含め、血統表の共通祖先を利用した配合手法を分かりやすく整理した点、「全きょうだいクロス（全兄弟クロス）」をA=B、「4分の3同血クロス」をA≒Bと表記したり、シンプルな表記を多用して、血統の配合論の手法を整理した点も評価できる。

#### 五十嵐良治・久米裕のI理論
在野の競馬研究家であった五十嵐良治は、「サラブレッドの競走能力の遺伝は、父の血統と母の血統に、それぞれ存在する同一の祖先によってのみ行われる。したがって、これらの同一の祖先こそ、サラブレッドの競走能力を遺伝させる遺伝因子なのである」というラジカルなインブリード・ラインブリードの重視を主眼とした血統理論を構築し、1984年より『週刊競馬ブック』にてその概要を披瀝した。
「共通の祖先」として定義されるのは、一般にインブリードの範疇とされる4代・5代にとどまらず、8代にわたる分析を行い、それらを総称して「クロス馬」と定義した。そして、そのクロス馬の出現傾向によって「名血」であるかどうかを分析する。実際には、以下の要件を分析する。
1. 主導勢力
2. 位置・配置
3. 結合度
4. 弱点・欠陥
5. 影響度バランス
6. クロス馬の種類・数
7. 質・傾向
8. スピード・スタミナ

一例として、主導勢力に関して紹介すると、これは、比較的近い位置でクロスしているAという馬がいた場合に、その父、またその祖父や祖母などがクロス馬になっているかを見て、「系列ぐるみ」でクロスが明確化されているかを示す。例えば、ある馬がナスルーラのインブリードを持つ場合、その父ネアルコ、ないしは母のムムタズベグムがナスルーラ以外を経由してクロス馬となっているか、を行い、更にそれをその父や母（ファロス・ノガラ・ブレニム・ムムタズマハルなど）に関しても行っていく。これらによって主導勢力が明確である場合は、配合の質が高いと定義される。上記のような様々なユニークな尺度により、精密な分析を行う点が魅力とされた。
五十嵐と同様在野の競馬ファンであった久米裕は、五十嵐に師事して彼の理論を学び、1993年にそのエッセンスを解説した単行本『血闘競馬論I』を上梓し、またスポーツ新聞などのメディアを通じて、五十嵐のイニシャルを取った「I理論」と名付けこれを世に広めた。さらにIK血統研究所を興し、中央競馬で開催される新馬戦・未勝利戦を勝ち上がった各世代の全てのサラブレッドの血統分析評価を行ってこれを書籍で公開し、また馬主・生産者向けの血統コンサルタント事業を始めた。久米は種牡馬の数が増えた時代背景に合わせて、従来は例外的な場合にのみ行っていた9代までの分析を常態化し、さらに分析する8項目を5段階で評価し、その合計得点によって血統を評価する手法を新たに取り入れた。
特にオグリキャップ・ビワハヤヒデなど、一般的には決して良血とは言えない活躍馬の血統を「優れた血統構成を持つ」と説明したこと、「血統的にはスプリンター」と言われることの多かったミホノブルボンを一貫して中長距離向きと論じたことなどが同理論の評価を大いに高めた一方で、低い評価で走った馬に関して「日本の軽い馬場向けだから走ったのであり、本来名血とは言えない」などと説明する辺りで、教条的と見られて批判されることもある。詳細についてはI理論を参照。

#### 中島国治の「0の遺伝」理論
オペラ歌手の中島国治は、イタリア留学中にフェデリコ・テシオの未亡人リディア・テシオを訪ね、テシオの馬産理論を精査した成果として、競走馬が子孫を残す闘争としての競馬に着目し、独自の血統理論を編み出した。中島は主流血統として氾濫した血統においては、子孫を残す際の近親交配などによる弊害により不利が生じ、意的素質・闘争本能が低下すると指摘する。そして、母系における異系の血統がマジックとして重要であると説く。
一方で、単純なマイナー血統賛美に留まらない要素として、中島は「0の遺伝」という理論を考案する。つまり、種牡馬のバイオリズムは「太陽のサイクル」と呼ばれる8年周期のサイクルで活性化し、それが0となる年に種付けされた場合は、「0の遺伝」という現象が発生し、近親交配による弊害がクリアされるとする。8代血統表にてゼロの遺伝で弊害がクリアされた部分を差し引いた数字を「残祖先数」とし、これが低い馬の場合には闘争本能などに優れた馬が出るとする。他の血統理論では能力差を説明できない全兄弟についてもその差を説明できることも「0の遺伝」の特徴である。
中島の主張の中には、大種牡馬が実際にはその血統表と異なる血を引いているとする、過激な部分もある。ネイティヴダンサーがクォーターホースの血を引いており、サドラーズウェルズが本当はブランドフォードの直系であるなどの主張がそれで、もし事実であれば国内外で多数のサラブレッドの血統表が書き換えられるべき事態だが、中島は著書においても、自分の観察眼や他人からの伝聞以外に根拠を示していない。
中島は『競馬最強の法則』2008年4月号においてマウリツィオ・コッレオーニなる筆名で、サンデーサイレンスの父であるヘイローの系統と、同じヘイルトゥリーズンから分枝したロベルト系との間に「日高ニックス」なる好配合が成立するとする、新しい理論を発表した。これはサンデーサイレンスの祖父がヘイルトゥリーズンではなく、本当はテディ系のヴィクトリアパークであるという主張に基づくものである。従来の中島理論ではヘイロー・ロベルト両者の親和性に対して否定的な評価を下していた所を、血統表に疑いを差し挟むことで逆に肯定的な評価へと転換するという論理を展開している。

#### 武市銀治郎の血の活性化論
防衛大学助教授の武市銀治郎は、『世界の逞しい血統』の中で「異系血統による血の活性化」こそが血統の興隆の鍵であると記した。世界の競馬では異端と見なされるマイナーな系統、あるいは周辺と認識されたマイナーな地域から、優れた血統が登場する様を劇的に描いた著書は一部に熱狂的な支持者を獲得したが、武市の言説には科学的には誤った記述が多く、血統理論としては体を成していない。

#### BLUP法
現在、世界の家畜育種の分野ではBLUP法で能力評価をして、優秀な動物同士を配合する方法が主流になってきている。BLUPは最良線形不偏予測値（Best Linear Unbiased Predictor）の略である。
元々、家畜の遺伝力を推定するには主に4つの難題があった。すなわち
- 実際の測定値（表型値）には、遺伝子の発現による効果だけでなく、後天的に与えられた環境も影響する
- 遺伝子は親から子へ受け継がれるため、血縁関係を考慮する必要がある
- 能力が低い個体は早期に処分されてしまうため、能力の高い個体からの記録ばかりになる（データに偏りが生じる）
- 家畜の飼養環境がばらばらなので、条件をそろえてデータを得ることができない

それが、チャールズ・ヘンダーソン博士が考案した混合モデル方程式と、コンピュータの発達による計算能力の向上によって、BLUP法として近年実用化されたものである。日本でも、1985年に北海道の乳牛群に関して本格運用が始まっており、今では国によって1年に3回、遺伝的能力評価情報が提供されている。
競走馬への適用について言うならば、これは各馬の個体データや走破時計から、環境（性・年齢・飼育条件・出走レースのコースや条件など）の補正を行うことで、素質や次代へ遺伝する部分だけを取り出して評価ができるということである。